# Rosellinia
Rosellinia — рід грибів родини ксиларієві (Xylariaceae). Назва вперше опублікована 1844 року.

Деякі види викликають хвороби рослин, зокрема Корневу гнилизну, збудник Rosellinia necatrix.